# Seven Lives Many Faces
Seven Lives Many Faces este al șaptelea album de studio al formației muzicale Enigma. Albumul anterior este ”à Posteriori”.
Potrivit website-ului mtv.com, acest album a avut vânzări de 6 400exemplare.

## Listă piese
| Nr.             | Titlu                                                                                | Autor(i)              | Lungime |  |
| 1.              | „Encounters”                                                                         | Michael Cretu         | 3:12    |  |
| 2.              | „Seven Lives”                                                                        | Cretu                 | 4:25    |  |
| 3.              | „Touchness”                                                                          | Cretu                 | 3:35    |  |
| 4.              | „The Same Parents”                                                                   | Cretu                 | 5:19    |  |
| 5.              | „Fata Morgana”                                                                       | Cretu                 | 3:23    |  |
| 6.              | „Hell's Heaven”                                                                      | Cretu                 | 3:51    |  |
| 7.              | „La Puerta del Cielo”                                                                | Cretu, Margalida Roig | 3:28    |  |
| 8.              | „Distorted Love”                                                                     | Cretu, Andru Donalds  | 4:11    |  |
| 9.              | „Je t'aime Till My Dying Day”                                                        | Cretu, Donalds        | 4:18    |  |
| 10.             | „Déjà Vu”                                                                            | Cretu                 | 2:56    |  |
| 11.             | „Between Generations”                                                                | Cretu, Roig           | 4:31    |  |
| 12.             | „The Language of Sound” (6:52 track length includes bonus track "Where Are We From") | Cretu                 | 4:20    |  |
| Lungime totală: | Lungime totală:                                                                      | Lungime totală:       | 50:01   |  |

| Japanese bonus track |            |         |  |
| Nr.                  | Titlu      | Lungime |  |
| 13.                  | „Epilogue” | 1:57    |  |

### Bonus disc
Toate melodiile sunt scrise și compuse de Michael Cretu. 
| Nr.             | Titlu                               | Lungime |  |
| 1.              | „Superficial”                       | 2:58    |  |
| 2.              | „We Are Nature”                     | 3:51    |  |
| 3.              | „Downtown Silence”                  | 2:08    |  |
| 4.              | „Sunrise”                           | 2:38    |  |
| 5.              | „The Language of Sound (Slow Edit)” | 3:56    |  |
| Lungime totală: | Lungime totală:                     | 15:31   |  |

## Clasamente
| Clasament (2008)         | Poziții în topuri |
| ------------------------ | ----------------- |
| Austria Albums Chart     | 30                |
| France Albums Chart      | 93                |
| Germany Albums Chart     | 15                |
| Italy Albums Chart       | 36                |
| Mexico Albums Chart      | 59                |
| Netherlands Albums Chart | 22                |
| Poland Albums Chart      | 48                |
| Portugal Albums Chart    | 29                |
| Spain Albums Chart       | 75                |
| Switzerland Albums Chart | 18                |
| US Top New Age Albums    | 1                 |
| USA Billboard Top 200    | 92                |

## Certificări
| Regiune                                                 | Certificări | Vânzări |
| ------------------------------------------------------- | ----------- | ------- |
| GCC (IFPI Middle East)                                  | Aur         | 3.000*  |
| Rusia (NFPF)                                            | Aur         | 10.000* |
| *cifrele de vânzări sunt bazate pe un singur certificat |             |         |